# Vickers Type 253
Vickers Type 253 là một loại máy bay quân sự đa dụng hai tầng cánh của Anh, được chế tạo trong thập niên 1930. Chỉ có 1 chiếc được chế tạo.

## Tính năng kỹ chiến thuật
Dữ liệu lấy từ Andrews & Morgan 1988, tr. 308
Đặc điểm tổng quát
- Kíp lái: 2
- Chiều dài: 37 ft 0 in (11.28 m)
- Sải cánh: 52 ft 7 in (16.03 m)
- Chiều cao: 12 ft 6 in (3.81 m)
- Diện tích cánh: 579 ft2 (53.79 m2)
- Trọng lượng rỗng: 4.500 lb (2.041 kg)
- Trọng lượng có tải: 8.350 lb (3.788 kg)
- Động cơ: 1 × Bristol Pegasus IIM3, 635 hp (474 kW)

Hiệu suất bay
- Vận tốc cực đại: trên độ cao 4.500 ft (1.372 m) 161 mph (259 km/h)

Vũ khí trang bị
- 2× súng máy Lewis 0.303 in (7,7 mm).